# Episodio de la botella
«Episodio de la botella» —título original: «Bottle Episode»— es el undécimo episodio de la trigésimo sexta temporada de la serie de televisión de animación estadounidense Los Simpson, y el episodio 781 en total. Se emitió en los Estados Unidos en Fox el 29 de diciembre de 2024. El episodio fue escrito por Rob LaZebnik y Johnny LaZebnik y fue dirigido por Gabriel DeFrancesco.
En este episodio, Marge y Smithers crean una réplica del vino del Sr. Burns que ella usó accidentalmente, e intentan vender otra botella para usar el dinero para ayudar a los pobres. El crítico de vinos Robert Parker apareció como él mismo. El episodio recibió críticas positivas.

## Trama
Después de que Smithers termina las tareas del Sr. Burns, lo celebran haciendo que Smithers realice una cata de vinos para él. Más tarde, Smithers hace que Homer le ayude a escoltar una botella de vino de un millón de dólares propiedad de Napoleón hasta la mansión de Burns para su club de vinos. Cuando Burns llama a Smithers para que le ayude con otra tarea, Homer debe entregar la botella él mismo. Tras recuperar la botella cuando ésta se escapa, la lleva a casa y la guarda en la caja fuerte mientras se echa una siesta. Marge hace que Homer cene antes de ir a la mansión. Cuando Homer elogia su estofado, Marge le dice que le ha añadido un poco de vino que ha encontrado. Horrorizado, abre la caja fuerte para descubrir que previamente ha hecho un agujero en la parte trasera del armario de la cocina y en la caja fuerte del otro lado.
Smithers viene a ver a Homer, quien le explica lo sucedido. Teme que Burns les mate, pero Homer dice que deben encubrir el accidente. Lisa dice que busquen a alguien que conozca la química del alcohol. El profesor Frink analiza el guiso y reproduce el vino. Burns sirve la réplica a su club de vinos y quedan impresionados. Mientras Marge y Smithers lo celebran bebiéndose parte de lo que queda de la réplica, Smithers le dice a Marge que no se sienta culpable, ya que los ricos malgastan el dinero en vino caro. Marge sugiere vender otra botella de la réplica y utilizar los beneficios para ayudar a los pobres. Se imaginan a sí mismos como Robin Hood y Maid Marian. El vino falso se vende en una subasta, pero son detenidos por falsificación de vino.
Marge llama a Homer y le dice que está en la cárcel por vender el vino falso. En el juicio, Marge demuestra accidentalmente cómo hace bebidas alcohólicas falsas. Homer les cuenta a los chicos lo sucedido y ellos le dicen que busque la manera de sacar a Marge de la cárcel con la ayuda del maestro del encubrimiento.
En el alegato final, Marge dice que si el vino falso es el mismo original, entonces no hay daño. El fiscal dice que el vino es una historia de la civilización y debe protegerse del fraude. El juez desestima el caso y dice que el vino falso es real. Después de que el juez se marcha, Burns explica que sobornó al juez para que los objetos de colección falsos propiedad de los ricos conserven su valor. Da las gracias a Homer, que alertó a Burns de lo que estaba ocurriendo. Smithers se siente decepcionado por haber sido salvado por un hombre malvado, pero Marge dice que ahora pueden utilizar los beneficios de la subasta en obras de caridad.
Durante los créditos, una escena durante el encarcelamiento de Marge y Smithers en la prisión del vino les muestra otros ejemplos de delitos relacionados con el vino.

## Producción
El coguionista Rob LaZebnik se había interesado por el arte y otros objetos con valor emocional e histórico. Anteriormente había escrito el episodio de la vigésimo quinta temporada «La guerra del arte», que comentaba pinturas, y también le interesaba el vino. Se inspiró en el editor musical Hardy Rodenstock, que era coleccionista de vino y afirmaba haber encontrado botellas propiedad de Thomas Jefferson. LaZebnik coescribió el episodio con su hijo Johnny, que aportó la perspectiva de Marge sobre el vino porque tenía menos experiencia con el vino, mientras que Rob aportó la perspectiva más experimentada de Smithers. En la sala de guionistas de Los Simpson había muchos amantes del vino que querían que el episodio mostrara que el vino era tanto un arte como una ciencia y que era difícil falsificarlo. El episodio se dedicó en memoria del antiguo guionista de la serie William Wright, fallecido 13 días antes de su emisión. El crítico de vinos Robert Parker apareció como él mismo.